# 阿丹 (臺灣)
阿丹，是台灣雲林縣斗南鎮的一個傳統地域名稱，位於該鎮中部偏東南至南部偏東。相較於今日行政區，其範圍大致為阿丹里不含最北端及東北部邊界地帶東段。

## 歷史
台灣清治末期至日治初期，阿丹地區為一街庄，稱為「阿丹庄」，隸屬於他里霧堡。該庄輪廍略呈西北—東南走向狹長形，西北與舊社庄為鄰，東北與新庄、溫厝角庄為鄰，東南邊為蔴園庄，西南邊為南勢庄、林仔庄。
1901年（日治明治三十四年）11月，全台廢縣廳改設二十廳，該庄隸屬於斗六廳。1903年（明治三十六年）6月，該庄編入「他里霧區」，隸屬於斗六廳。1909年（明治四十二年）10月，合併二十廳為十二廳，他里霧區改隸屬於嘉義廳。1920年（大正九年），全台地方制度大改正，廢十二廳改設五州二廳，該庄改制為「阿丹」大字，隸屬於臺南州斗六郡斗南庄。1940年，斗南庄升格為斗南街。
戰後斗南街改制為斗南鎮，隸屬於臺南縣，大字亦改制為里。1950年10月，雲、嘉、南分治，斗南鎮改隸屬雲林縣。

## 聚落
本地區發展較早的聚落有崙仔、阿丹、東耕（已廢村）等，在日治期初期的官方地圖上已有記載。此外，本地區尚有德高聚落。

## 交通
省道台78線即「東西向快速公路－台西古坑線」，是雲林縣境內的東西向快速公路，大致以西南西—東北東走向蜿蜒經過阿丹地區西北部。境內未設交流道，西側最近的是省道台1線交會處的斗南交流道，東側最近的是省道台3線交會處的古坑交流道。由此等向西可前往虎尾南部、土庫、元長北部、東勢、台西等地；向東可前往高厝林子頭的東側端點（古坑端）並止於國道3號古坑系統交流道。
縣道158乙線（仁愛路、永光路）是斗南鎮小東至古坑鄉永光的道路，大致以西北—東南走向轉西北微西—東南微東走向經過本地區。由該道路向西北可前往舊社東部、斗南市區、小東並止於其西部邊界處的縣道158號路口；向東南微東可前往麻園並止於省道台3線路口。
鄉道雲182線（單東路）是崙仔至阿丹的道路，全線位於本地區境內，其西側端點位於本地區西部崙仔聚落的鄉道雲187線路口。由此向東北東轉東南東可前往本地區中部的阿丹聚落並止於鄉道雲189線路口。
鄉道雲187線是崙仔至湖仔的道路，其北側端點位於本地區西北部的縣道158乙線路口（省道台78線高架橋下）。由此向西南微南而行，至崙子聚落轉南南東，經鄉道雲182線起點路口後轉西南西再轉南南東再轉南南西出聚落並出境，經鄉道雲184線路口可前往南勢西北端、林子東南部、石龜溪並止於其南部的雲林、嘉義縣界。續行接嘉義縣鄉道嘉181線、嘉100線可前往北勢西北端、橋子頭中部、湖子並止於省道台1線路口。
鄉道雲189線（無名道路、阿丹路）是溫厝角至南勢的道路，大致以北北東—南南西走向由本地區北部邊界入境後轉西南，經縣道158乙線路口後續行，經鄉道雲182線終點路口後轉南南西以至出境。由該道路向北北東可前往溫厝角聚落並止於縣道158甲線路口；向南南西可前往南勢並止於鄉道雲188線路口。